# Cyclamen cyprium
Cyclamen cyprium là một loài thực vật có hoa trong họ Anh thảo. Loài này được Kotschy mô tả khoa học đầu tiên năm 1865.

## Hình ảnh

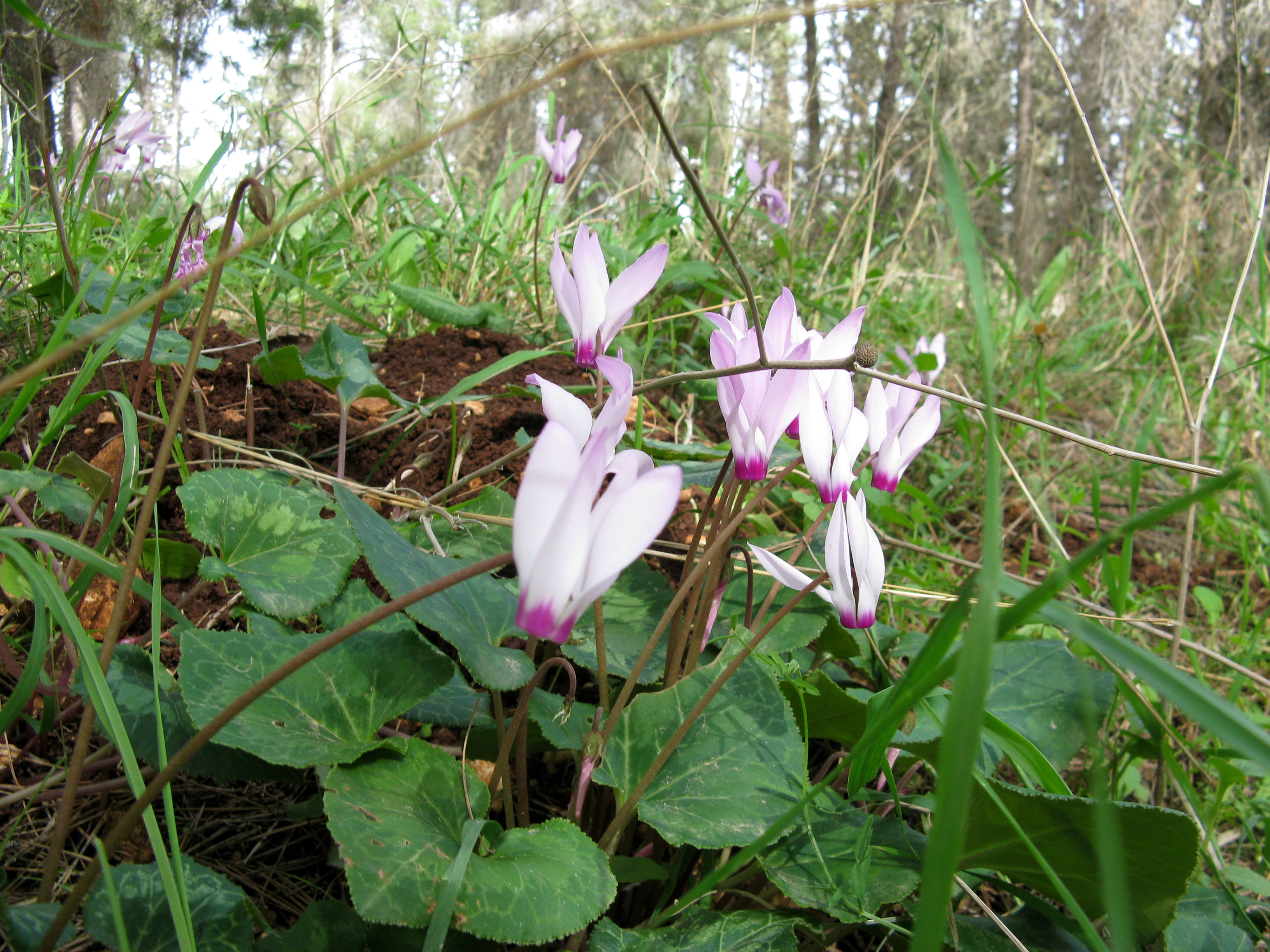
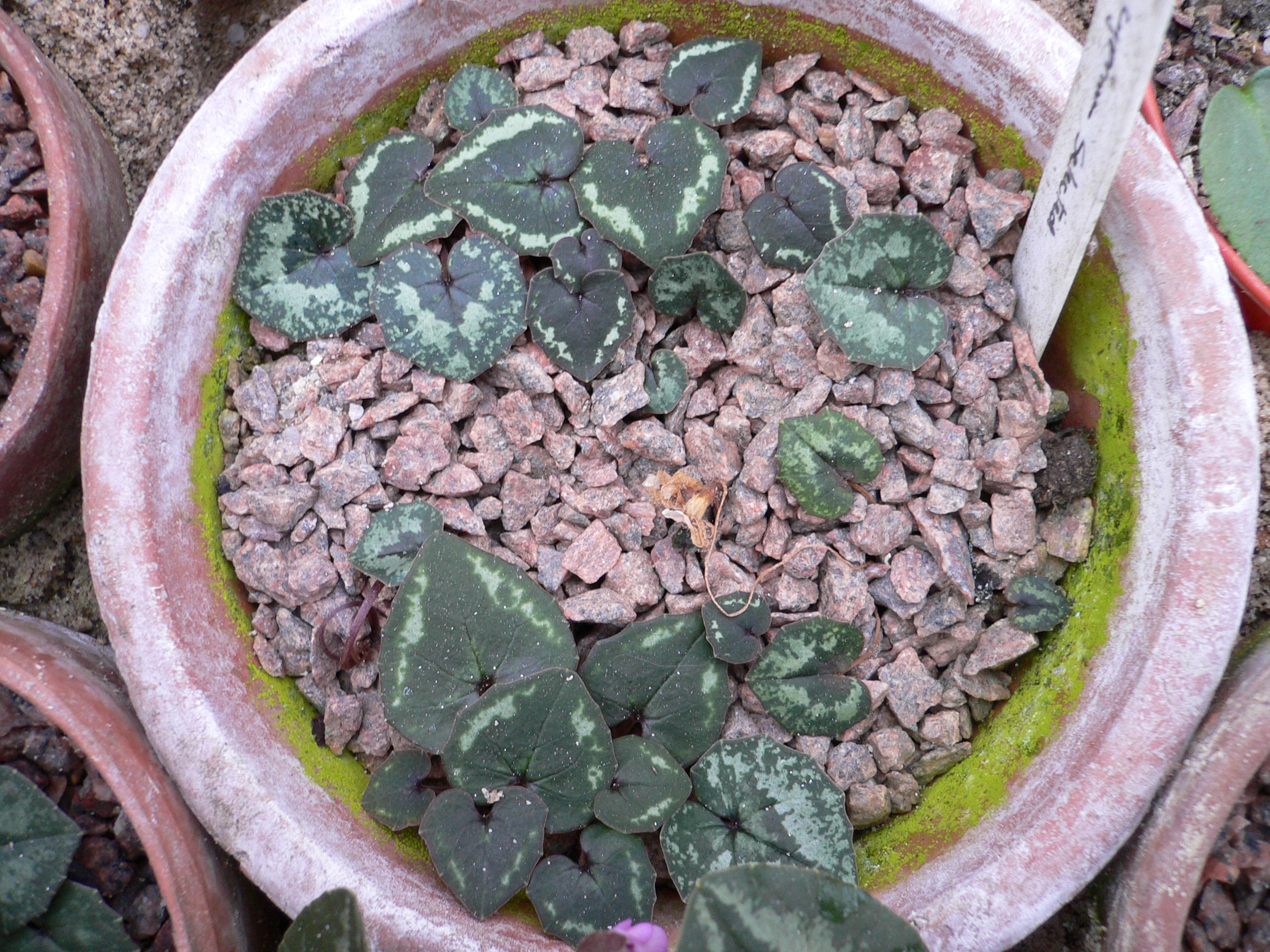